# Джермейн Джексон
Джермейн Ла Джексон (англ. Jermaine Jackson; нар. 11 грудня 1954) — американський співак, автор пісень і басист. Найбільш відомий як член родини Джексонів. З 1964 по 1975 рік Джермейн був другим вокалістом після свого брата Майкла в Jackson 5 і грав на бас-гітарі. З 1983 року він знову приєднався до групи, тепер відомої як Jacksons.
Джермейн співав головну роль у деяких з найбільших хітів The Jackson Five, а також брав участь у композиціях «I'll Be There» і «I Want You Back». Коли четверо інших пішли і їм довелося змінитися в Джексонів, Джермейн, який щойно одружився з дочкою засновника Motown Беррі Горді Гейзел, залишився в Motown і його замінив його молодший брат, Ренді. Джермейн мав сольну кар'єру разом із кар'єрою свого брата Майкла та кілька топ-30 хітів до 1980-х років, продюсував і записував дуети з Вітні Х'юстон під час її дебюту в 1985 році та був продюсером гурту Switch. Через сім років він знову приєднався до The Jacksons і залишався під час різноманітних розривів і возз'єднань.

## Раннє життя
Джермейн народився 11 грудня 1954 року в лікарні милосердя Святої Марії в Гері, штат Індіана, на честь свого брата Тіто Джексона. Він четверта дитина, народжена Джозефом і Кетрін Джексон. Його брати і сестри: Реббі, Джекі, Тіто, Ла Тойя, Марлон, Брендон (близнюк Марлона, який помер незабаром після народження в 1957 році), Майкл, Ренді та Джанет. Батько Джо мав музичні устремління, грав на гітарі разом зі своїм братом Лютером у R&B-групі The Falcons, а мати Кетрін, побожний Свідок Єгови, була пристрасною піаністкою та співачкою. Велика родина та обмежені кошти змусили їх переорієнтуватися: Кетрін стала домогосподаркою, а Джо — робітником сталеливарного заводу в сусідній Inland Steel Company в Іст-Чікаго, штат Індіана, де вони жили до переїзду в Гері в 1950 році.
Коли його батько Джо багато годин працював кранівником, Джермейн і його брати Тіто і Джекі таємно розучували свої власні пісні під гітару Джо, а також співали гармонії з матір'ю Кетрін. Джермейн став оригінальним вокалістом, а також грав на басу в Jackson Brothers, попередньому втіленні Jackson 5 до 1966 року, коли молодший брат Майкл почав співати. Батько Джо почав репетирувати своїх синів за суворим режимом, коли він усвідомив їхній потенціал, вбачаючи в таланті своїх синів вихід із Гері. Протягом багатьох років Джермейн продовжував надавати деякі підказки. Джермейн закінчив Бірмінгемську середню школу у Ван-Найс, Лос-Анджелес, Каліфорнія, у 1973 році.

## Кар'єра

### Джексон 5
Джермейн і його брати вперше підписали контракт під назвою The Jackson 5 з Гордоном Кейтом із Steeltown Records у листопаді 1967 року, а їхній перший сингл " Big Boy " вийшов 31 січня 1968 року. Після того, як група записала ще три пісні з лейблом Steeltown (на двох платівках), вони підписали контракт з Беррі Горді з Motown Records у 1969 році. Як один із вокалістів групи The Jackson 5 після свого брата Майкла, Джермейн виконав відомі частини «I Want You Back», «ABC», «I'll Be There», «The Love You Save», «Dance Machine» та багато інших пісень Jackson 5. Джермейн виступав у складі групи шість років. Не відчуваючи, що лейбл Motown Records їм платить справедливі гонорари за їхній успіх, а також бажання контролювати творчість, Jackson 5 вирішили покинути лейбл і підписати контракт з Epic Records у 1975 році. Однак Джермейн вирішив залишитися в Motown Records, мотивуючи це своєю лояльністю до компанії. Інші стверджують, що шлюб Джермейна з донькою засновника Motown Беррі Горді Гейзел, з якою він одружився в 1973 році, був вирішальним фактором.

### Сольна кар'єра
Як і Майкл, Джермейн розпочав сольну кар'єру, ще будучи учасником The Jackson 5, і мав хіт із кавер-версією Shep та Limelites у 1972 році «Daddy's Home». До березня 1973 року було продано більше одного мільйона копій і було нагороджено золотим диском. Коли The Jackson 5 покинули Motown у 1975 році, Джермейн покинув групу та залишився на лейблі до 1983 року, коли він нарешті повернувся до своїх братів для телевізійного випуску Motown 25 та їх альбому Victory наступного року. Джермейн був номінований на премію «Греммі» за найкраще чоловіче вокальне виконання R&amp;B за свій альбом Let's Get Serious 1980 року. Протягом 1970-х і 1980-х років у нього було кілька хітів Billboard, які входили до топ-30, у тому числі «Daddy's Home» (№ 9), «That's How Love Goes», «Let's Be Young Tonight», «Bass Odyssey», «Feel the Fire», «Let Me Tickle Your Fancy» (за участю Дево на бек-вокалі) (№ 18), «Let's Get Serious» (№ 9, також один із двох його британських хітів, досягнувши № 8), «Dynamite» (№ 15), "Роби те, що робиш " (№ 13) і «Я думаю, що це любов» (№ 16). Дует із його братом Майклом «Tell Me I'm Not Dreamin' (Too Good to Be True)» посів перше місце в танцювальному чарті в 1984 році. Майкл і він також співпрацювали з Роквеллом, обидва виступили гостями в його хіт-синглі 1984 року «Somebody's Watching Me».
У 1985 році його дует із Піа Задора «When the Rain Begins to Fall» очолив кілька синглів у Європі. Його останній успіх у хіт-парадах, «Don't Take It Personal» 1989 року, посів перше місце в чарті R&B. Деякі з найкращих моментів Джермейна як співака можна почути в душевній «Castles of Sand» і «You Need To Be Loved», натхненній Earth Wind & Fire. Джермейн був виконавчим продюсером концерту The Jackson Family Honors, який транслювався з MGM Grand 22 лютого 1994 року. 19 травня 2003 року він виконав «Let's Start Right Now» у прямому ефірі в ток-шоу «The View», яке вела Барбара Волтерс.

### Реаліті-телебачення
Джексон був першим сусідом, який увійшов до будинку Celebrity Big Brother 5 у 2007 році, де він посів 2 місце. Після виходу зі Старшого Брата Джексон дав кілька інтерв'ю британському телебаченню, пояснюючи, чому і як він зайняв свою миролюбну та посередницьку позицію в домі Старшого Брата. Він також розповів про возз'єднання п'ятірки Джексона для виступу. Джексон був учасником другого сезону реаліті-шоу CMT Gone Country. У прем'єрному епізоді третього сезону реаліті-шоу ABC Celebrity Wife Swap. 15 квітня 2014 року Джексон і його дружина Халіма помінялися місцями з Деніелом Болдуіном і його дівчиною Ізабеллою Гофманн.

### Пізніша робота
У квітні 2007 року Джексон повернувся до Великобританії, щоб взяти участь у спеціальному випуску ITV Challenge Anneka. Під час тієї ж поїздки він з'явився в Глазго з британським прем'єр-міністром Гордоном Брауном, виступаючи на підтримку антирасистської кампанії журналу <i id="mw6w">Searchlight</i>, Daily Mirror «Надія, а не ненависть, автобус».
23 листопада 2007 року Джексон з'явився на Katie &amp; Peter: Unleashed і знову заговорив про возз'єднання зі своїми братами під час туру наступного року. У 2008 році Джексон прилетів до Австралії, щоб бути запрошеним суддею та наставником п'яти найкращих вечорів Майкла Джексона на Australian Idol . У березні 2008 року Джексон був почесним гостем на церемонії вручення нагород мусульманських письменників у Бірмінгемі. У 2009 році, після смерті його брата Майкла, Джермейн з'явився в телевізійному серіалі A&E «Джексони: Сімейна династія», документуючи те, що мало бути возз'єднанням Джермейна та його братів на честь 40-ї річниці. Серіал тривав один сезон, і Джермейн разом зі своїми трьома братами був зазначений як виконавчий продюсер. У жовтні 2010 року Джермейн відіграв концерт у готелі та казино Planet Hollywood у Лас-Вегасі, назвавши його «40 років музики Джексона» та присвятивши концерт Майклу. Він написав мемуари You Are Not Alone: Michael Through a Brother's Eyes (2011).

## Особисте життя

### Сім'я
Джексон був тричі одружений і розлучений і має семеро дітей. Його перший шлюб був із дочкою засновника Motown Беррі Горді, Гейзел Горді (народилася 24 серпня 1954 року), який тривав з 15 грудня 1973 до 1988 року. У нього з Гейзел троє дітей:
- Джермейн Ла Жон «Джей» Джексон молодший (народився 27 січня 1977 р.). Джермейн молодший і у його давньої подруги Аси Солтан Рахматі є син Солтан Соул Джексон, який народився 20 січня 2017 року[7].
- Отум Джой Джексон (народилася 16 червня 1978 року), одружена з продюсером Наріндером Сінгхом.
- Джеймі Джермейн Джексон (народився 17 березня 1987 року).

З 1986 по 1993 рік Джексон мав стосунки з Маргарет Мальдонадо. Мають двох синів:
- Джеремі Мальдонадо Джексон (народився 26 грудня 1986 року).
- Журдінн Майкл Джексон (народився 5 січня 1989 року): Журдінн одружений на Марік Ле Ру.[7]

Він почав стосунки з Алехандрою Женев'єв Оазіазою, коли вона зустрічалася з його молодшим братом Ренді, від якого у неї були донька та син. Він одружився з Оазіазою 18 березня 1995 року, і шлюб тривав до 19 травня 2003 року. Мають двох синів:
- Джафар Джермія Джексон (народився 25 липня 1996 р.).
- Jermajesty Джермейн Джексон (народився 7 жовтня 2000 року).[7]

У січні 2004 року Джексон зустрів Халіму Рашид, стоячи в черзі в Starbucks. У березні 2004 року він зробив їй пропозицію, а через п'ять місяців вони одружилися в мечеті в Лос-Анджелесі. Рашид подала заяву про розлучення 21 червня 2016 року, пославшись на непримиренні розбіжності.
Джермейн вболіває за англійську футбольну команду «Шеффілд Венсдей».

## Дискографія
- Джермейн (1972)
- Увійди в моє життя (1973)
- Мене звати Джермейн (1976)
- Відчуй вогонь (1977)
- Межі (1978)
- Давайте серйозно (1980)
- Джермейн (1980)
- Мені подобається твій стиль (1981)
- Дозволь мені полоскотати твою фантазію (1982)
- Динаміт (1984)
- Дорогоцінні моменти (1986)
- Не сприймай це особисто (1989)
- Ти сказав (1991)
- Я бажаю тобі ЛЮБОВІ (2012)